# 데소토역
데소토(De Soto)역은 로스앤젤레스 메트로 버스웨이의 G선역 중 하나이다.
이 역은 G선의 그 구간과 평행한 빅토리 대로 옆에 있다. 로스앤젤레스의 세 개의 주로 거주지중 하나인 카노가 파크, 위네카, 우들랜드힐스 근처의 샌퍼넌도밸리 서부에  위치한다.
역명은 남북으로 이동하며 동서 버스 노선을 가로지르는 인접의 데소토 애비뉴(De Soto Avenue)의 이름을 따서 명명되었다. 채스워스의 서쪽 종착역 기준으로 G선의 여섯 번째에 해당되는 역이다.

## 운행 정보

### 역 구조
| 동행 | G선 | 채츠워스 방면 (카노가)            |
| 서행 | G선 | 노스할리우드 방면 (피어스 칼리지) |

### 메트로 버스웨이 운행 정보
메트로 버스웨이 G선은 매일 24시간 운행한다.

### 연결 가능한 버스노선
- 메트로 로컬: 164, 244
- 시티 오브 샌타클래라 트랜싯: 796

## 인근 역세권
- 메트로 오렌지 라인 자전거 도로 - 역에 인접.
- 피어스 대학 - 농장 상점 서쪽 입구
- LAPL 카노가파크 지점 도서관